# Muara (Teluknaga)
Muara is een bestuurslaag in het regentschap Tangerang van de provincie Banten, Indonesië. Muara telt 3437 inwoners (volkstelling 2010).